# Sideroxylon ibarrae
Sideroxylon ibarrae är en tvåhjärtbladig växtart som först beskrevs av Cyrus Longworth Lundell, och fick sitt nu gällande namn av Terence Dale Pennington. Sideroxylon ibarrae ingår i släktet Sideroxylon och familjen Sapotaceae. IUCN kategoriserar arten globalt som sårbar. Inga underarter finns listade i Catalogue of Life.